# Bad Peterstal-Griesbach
Bad Peterstal-Griesbach es un balneario y lugar turístico en el distrito de Ortenau en el sur de Baden-Wurtemberg, Alemania. Está ubicado al pie del monte Kniebis en el valle del río Rench a una altitud de entre 400 y 1000 m. El 1 de julio de 1973 los pueblos Bad Peterstal y Bad Griesbach se fusionaron.